# Municipio de Liberty (condado de Carroll, Indiana)
El municipio de Liberty (en inglés: Liberty Township) es un municipio ubicado en el condado de Carroll en el estado estadounidense de Indiana. En el año 2010 tenía una población de 440 habitantes y una densidad poblacional de 9,73 personas por km².

## Geografía
El municipio de Liberty se encuentra ubicado en las coordenadas 40°39′51″N 86°30′53″O / 40.66417, -86.51472. Según la Oficina del Censo de los Estados Unidos, el municipio tiene una superficie total de 45.24 km², de la cual 45,1 km² corresponden a tierra firme y (0,31 %) 0,14 km² es agua.

## Demografía
Según el censo de 2010, había 440 personas residiendo en el municipio de Liberty. La densidad de población era de 9,73 hab./km². De los 440 habitantes, el municipio de Liberty estaba compuesto por el 99,32 % blancos, el 0,23 % eran asiáticos, el 0,23 % eran de otras razas y el 0,23 % eran de una mezcla de razas. Del total de la población el 1,59 % eran hispanos o latinos de cualquier raza.